# Daniel da Silva (fotboll)
Daniel da Silva, född 27 maj 1973, är en brasiliansk tidigare fotbollsspelare.
Daniel da Silva spelade 1 landskamper för det brasilianska landslaget.